# Breaza de Jos, Prahova
Breaza de Jos este localitatea componentă de reședință a orașului Breaza din județul Prahova, Muntenia, România.
Așezarea este atestată documentar în anul 1739.
Breaza de Jos a avut rang de comună până în 1942.